# リマーナ
リマーナ（伊: Limana）は、イタリア共和国ヴェネト州ベッルーノ県にある、人口約5,300人の基礎自治体（コムーネ）。

## 地理

### 位置・広がり

#### 隣接コムーネ
隣接するコムーネは以下の通り。括弧内のTVはトレヴィーゾ県所属を示す。
- ベッルーノ
- ボルゴ・ヴァルベッルーナ
- レヴィーネ・ラーゴ (TV)
- セーディコ
- ヴィットーリオ・ヴェーネト (TV)

### 気候分類・地震分類
気候分類では、zona E, 2906 GGに分類される。
また、イタリアの地震リスク階級 (it) では、zona 1 (sismicità alta) に分類される。

## 行政

### 分離集落
リマーナには、以下の分離集落（フラツィオーネ）がある。
- Canè, Centore, Ceresera, Cesa, Cros, Giaon, La Cal, Navasa, Navenze, Pieve di Limana, Polentes, Quartiere Europa, Triches, Valmorel, Villa

## 姉妹都市
- Longuyon、フランス 1971年
- シュミツハウゼン（英語版）、ドイツ 1971年
- Walferdange、ルクセンブルク 1971年
- グラスバレー、アメリカ合衆国 2005年